# Aladahalli, Turuvekere
Aladahalli là một làng thuộc tehsil Turuvekere, huyện Tumkur, bang Karnataka, Ấn Độ.